# 생화학자

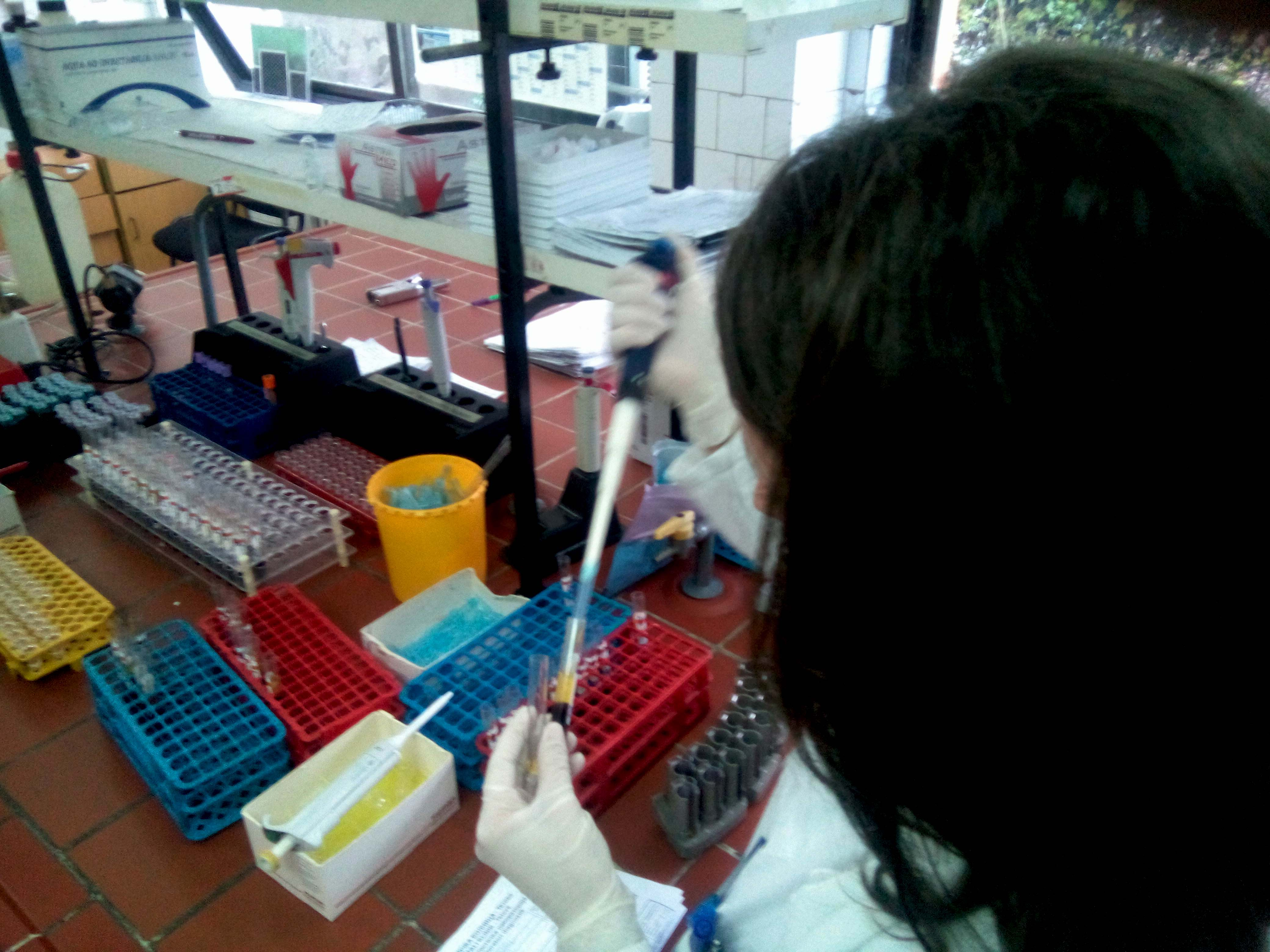
생화학 연구실에서 실험하고 있는 생화학자

생화학자(生化學者, 영어: biochemist)는 생화학에 대해 연구하는 과학자이다.

## 설명
생화학자들은 살아있는 생물체에서의 화학적 과정 및 화학적 변형에 대해 연구한다. 생화학자들은 DNA, 단백질 및 세포의 부분들을 연구한다. "생화학자(biochemist)"라는 단어는 "생물화학자(biological chemist)"의 합성어이다.
생화학자들은 또한 특정 화학 반응이 세포와 조직에서 어떻게 일어나는지 연구하고 식품 첨가물과 의약품에 들어 있는 성분들의 효과를 관찰하고 기록한다.

## 같이 보기
- 생화학
- 과학자